# Bataille de Djouba (2016)
Guerre civile sud-soudanaise
Batailles
- 1re Djouba
- Bor (en)
- Malakal
- Leer
- Bentiu
- Renk
- 2e Djouba

La deuxième bataille de Djouba a lieu du 8 au 11 juillet 2016 lors de la guerre civile sud-soudanaise.

## Prélude
Le 26 août 2015, alors que la guerre civile fait rage depuis décembre 2013, un accord de cessez-le-feu est signé par le président Salva Kiir à Djouba,. Le 7 janvier 2016, Salva Kiir annonce la nomination de 50 députés rebelles et la formation d'un nouveau gouvernement de transition comprenant 16 ministres du camp gouvernemental et 10 de la rébellion. Le 11 février, le président sud-soudanais réinstalle Riek Machar comme vice-président,. Le 28 mars, les premiers soldats rebelles se déploient à Djouba conformément à l'accord de paix. Le 28 avril, alors que 3 000 soldats gouvernementaux et 1 300 rebelles sont présents dans la capitale sud-soudanaise, Riek Machar arrive à Djouba, où il prête serment en tant que vice-président du Soudan du Sud,,,.

## Déroulement
Mais les tensions demeurent vives. Le 7 juillet, cinq soldats des forces gouvernementales sont assassinés par des hommes de Riek Machar.
Le soir du 8 juillet, les forces de l'Armée populaire de libération du Soudan (SPLA) attaquent les forces de l'Armée populaire de libération du Soudan dans l'opposition (SPLA-IO). Les combats débutent à seulement 200 mètres du palais présidentiel alors que Salva Kiir, Riek Machar et James Wani Igga sont en pleine réunion. Des gardes du corps de Riek Machar sont tués devant l'édifice. Le calme revient dans la soirée et Riek Machar peut regagner son domicile. 
Le 10, les forces gouvernementales attaquent le quartier-général de Riek Machar avec des chars de combat et des hélicoptères Mi-24. Mais malgré leur avantage en nombre et en puissance de feu, l'assaut est un échec.
Selon des rapports publiés par l'ONU en septembre 2016, et Amnesty International en octobre 2016, pendant les combats les soldats de Salva Kiir commettent des centaines de viols de manière coordonnée et assassinent des civils Nuer,.

## Conséquences
Les combats cessent le 11 juillet, Riek Machar et les forces du SPLA-IO se retirent de Djouba qui passe entièrement sous le contrôle des forces gouvernementales. Le 21 juillet, le président Salva Kiir donne un ultimatum de 48 heures à Riek Machar pour regagner la capitale sud-soudanaise, faute de quoi il perdra son poste de vice-président. Mais ce dernier juge que sa sécurité ne peut plus être assurée à Djouba et refuse.
Le 25 juillet, Salva Kiir annonce la nomination du général Taban Deng Gai comme vice-président, en lieu et place de Riek Machar. Taban Deng Gai, Nuer, ancien membre la rébellion mais qui est resté dans la capitale après les combats, est un rival de Riek Machar. Ce choix est condamné par le Mouvement populaire de libération du Soudan en opposition (SPLM-IO), qui rompt avec le nouveau vice-président. Le 24 juillet, Riek Machar accusait le général de « se lancer dans une aventure personnelle et illégitime »,.

## Les pertes
Les combats font au moins plusieurs centaines de morts. Le 9 juillet, Roman Nyarji, un des porte-parole de Riek Machar, donne un bilan d'au moins 150 morts. Le 15 juillet, l'Organisation mondiale de la santé fait état d'au moins 300 tués depuis le 8 juillet. Selon une source médicale du journal Le Monde, au moins 371 cadavres vêtus d'uniformes militaires avaient déjà été comptés à la morgue au matin du 9 juillet. Deux casques bleus chinois figurent également parmi les morts et de nombreux autres ont été blessés.
Selon le Haut Commissariat des Nations unies pour les réfugiés, les combats font également 42 000 déplacés, mais la plupart regagnent leurs domiciles au bout de quelques jours.